# قارقالیق (خاچماز)
قارقالیق (به ترکی آذربایجانی: Qarğalıq) یک منطقه مسکونی در جمهوری آذربایجان است که در شهرستان خاچماز واقع شده است.